# 24 (الموسم 1)
تم بث الموسم الأول من المسلسل التلفزيوني الدرامي الأمريكي 24، المعروف أيضًا باسم اليوم الأول، من 6 نوفمبر 2001 إلى 21 مايو 2002، على قناة فوكس. تبدأ قصة الموسم في منتصف الليل وتنتهي في منتصف الليل التالي في يوم الانتخابات التمهيدية الرئاسية في ولاية كاليفورنيا.

## ملخص الموسم
يقام الموسم الأول في يوم ولاية كاليفورنيا الابتدائية الرئاسية. وتدور قصة الموسم الرئيسية حول محاولة اغتيال ديفيد بالمر، عضو مجلس الشيوخ الأمريكي من ولاية ماريلاند والمرشح لترشيح الحزب الديمقراطي للرئاسة، في يوم الانتخابات التمهيدية في كاليفورنيا. الشخصية المركزية هي جاك باور، المشغل السابق لقوات دلتا في جيش الولايات المتحدة ومدير وحدة مكافحة الإرهاب الخيالية (CTU) في لوس أنجلوس. يصبح جاك باور متورطًا مهنيًا وشخصيًا أيضًا عندما يتم اختطاف زوجته تيري وابنته كيم باور من قبل الأشخاص الذين يقفون وراء مؤامرة الاغتيال.
ينقسم الموسم إلى نصفين. النصف الاول تدور حول جهود مجموعة مرتزقة للسيطرة على جاك باور بخطف زوجته وابنته وإرغامه على قتل السيناتور ديفيد بالمر. يتوج هذا بإنقاذ جاك الناجح لعائلته. في القسم الثاني، تم اكتشاف موجة ثانية من القتلة. بينما يتتبع CTU أنشطتهم، يتعرف جاك على سبب استهدافه هو والسيناتور لأحد العمليات السابقة قبل عامين، ويقترحان لمواجهة القتلة عدة طرق. طلب فوكس في البداية 13 حلقة فقط - تم التخطيط لعملية الإنقاذ الناجحة في نهاية النصف الأول من الموسم كحلقة نهائية في حالة عدم تجديد العرض.

### المؤامرات الفرعية الرئيسية
يتناوب العرض بين وجهات نظر كل من أعضاء فريق التمثيل الخمسة الرئيسيين: جاك باور، وتيري باور، ونينا مايرز، وكيم باور، وديفيد بالمر، بالإضافة إلى الشرير الرئيسي - ماندي خلال الساعات الثلاث الأولى، يليه ايرا غاينز، أندريه درازين، وأخيراً فيكتور درايزن. تشكل مواقف اليوم كل من الأحداث الجارية والعلاقات بين هذه الشخصيات الخمسة وشركائهم ، أساس الحبكات الفرعية للموسم.
- الجاسوس في وحدة مكافحة الارهاب CTU يخرب جهود وقف الاغتيال.
- يجد جاك باور نفسه في مواقف يواجه فيها تعريفه الشخصي المعقد للتسوية.
- يعيد أفراد عائلة باور بناء علاقاتهم الآن بعد أن انتقل جاك إلى المنزل بعد انفصاله عن تيري لمدة ستة أشهر.
- هناك توترات بين جاك واثنين من زملائه في العمل: نينا مايرز وتوني طوني ألميدا. نينا على علاقة مع توني لكنها كانت كانت على علاقة سابقًا مع جاك.
- تهدد الفضائح السياسية بالاندلاع عندما علمت الصحافة أن ابنة بالمر تعرضت للاغتصاب قبل سبع سنوات وأن ابن بالمر متهم بقتل المُغتصب.
- تبدأ كيم في الشعور بمشاعر ريك ألين، على الرغم من أنه تم التعاقد معه في الأصل لاختطافها.
- تتطور اوضاع تيري باور لمشاكل شخصية نتيجة لضغوط اليوم وكشوفاته.
- بعد أن كذبت شيري بالمر على زوجها وحاولت تقويض حملته، أدرك ديفيد بالمر أنها تستخدم زواجهما فقط لتعزيز طموحاتها السياسية.
- يتحمل جاك الألم الشخصي عندما يضطر للاختيار بين حماية ديفيد بالمر وحماية زوجته وابنته.

### القصة
يبدأ الموسم الأول وينتهي الساعة 12:00 أكون توقيت المحيط الهادي. يركز النصف الأول من الموسم على جهود خلية إرهابية بقيادة إيرا غاينز لاغتيال المرشح الرئاسي ديفيد بالمر. يختطفون زوجة جاك باور وابنته لإرغامه على المساعدة في الاغتيال والتسبب في موت جاك بالمر. هزم جاك هذه الخلية في النهاية وجينز في عملية إنقاذ زوجته وابنته، لكن هذا لا يؤدي إلا إلى معلومات حول مجموعة ثانية من الإرهابيين الذين استخدموا الخلية الأولى. الخلية الثانية يقودها المسؤولون الاساسيون عن أحداث اليوم: أندريه وأليكسيس درازين.
القصة تبدا منذ عامين، حيث تم إرسال باور كجزء من فريق سري إلى كوسوفو بناءً على أوامر لجنة سرية تابعة للكونجرس الأمريكي برئاسة ديفيد بالمر لقتل فيكتور درازين، ("ظل" سلوبودان ميلوسيفيتش). من أجل الحفاظ على سرية عملية Nightfall تمامًا، لم تلتق اللجنة أبدًا بفريق العملاء ولم تعرفهم، ولم يعرف الفريق اللجنة. لذلك، لم يعرف بالمر وباور بعضهما البعض. اكتشف آل درازينز تورط كل من بالمر وباور في الهجوم على والدهم وموت ابنته وزوجته. بالمناسبة، كان يُعتقد أن باور هو العميل الوحيد الذي لا يزال على قيد الحياة، وكانت مؤامرة الاغتيال بأكملها هي ممارسة الانتقام: سيموت بالمر، وسيسجن جاك بتهمة الاغتيال، وستُقتل عائلته.
خلال الحلقات القليلة التالية، كشفت أحداث القصة عن العديد من المفاجآت. تم الكشف عن أن فريق باور لم يقتل سوى شبيه جسد درازين. ومع ذلك، قُتلت زوجة درازين وابنته عن غير قصد، مما أثار جانب الانتقام ونتظرية "العين بالعين" من المؤامرة: كما توفيت زوجة درايزن وابنته، وكذلك زوجة باور وابنته يجب ان تموتا. اكتشف المشاهدون أيضًا أن فيكتور درايزن الحقيقي هو سجين غير رسمي وسري للغاية للحكومة الأمريكية، وكان هدف درايزن الأساسي هو إطلاق سراح فيكتور درازين.
في النهاية، لإرضاء فيكتور درازين، فإن تم تزييف نشر خبر موت بالمر. يستعيد آل درازينز ابنة باور كيم ويعرضون تبادل حياتها من أجل باور. ومع ذلك، تهرب كيم وسرعان ما علم آل درازينز أن بالمر لا يزال على قيد الحياة. مع نفاد الوقت على فرصته في الهروب قبل أن يتم القبض عليه مرة أخرى، في حالة يأس منه، يخبر فيكتور درازين الجاسوس له في داخل وحدة مكافحة الإرهاب (التي تم الكشف عنها في الحلقة الاخيرة نينا مايرز)، أن تتصل بجاك باور وتخبره أن ابنته ماتت وأن خفر السواحل عثروا على جثتها.
يعرف درازين أن جاك الحزين سيهاجمه، ويعتقد أنه، ابنه أندريه درازين (الآخر، أليكسيس، أصيب بجروح خطيرة في وقت سابق على يد أحد مساعدي السيناتور بالمر ومات لاحقًا متأثرًا بجراحه أثناء نقله إلى مخبأ درايزن) وأتباعهم يمكن أن يقتلوا جاك. نينا مترددة، مع العلم أنه إذا فشلت خطة درازين، فسوف يكتشف جاك بسرعة كبيرة أن كيم لم تمت وأنه، بما أن نينا كذبت عليه، يجب أن تكون الجاسوس في وحدة مكافحة الارهاب. لكن نينا تخبر جاك بهذه الكذبة.
تؤدي مؤامرة درازينإلى نتائج عكسية بشكل مذهل، حيث قتل جاك باور الغاضب ابن درازين وحراسه، وفي زوايا العملية فيكتور درازين قبل قتله، بعد أن تبادل كلاهما إطلاق النار في تبادل لإطلاق النار. بعد ذلك، يتحدث جاك باور مع أحد أفراد خفر السواحل لترتيب استلام جثة ابنته. أبلغه خفر السواحل أنهم لم يعثروا على جثة في تلك الليلة. يدرك باور أن نينا مايرز هي الجاسوس. اتصل بجورج ماسون وأخبره باحتجاز مايرز، لكن مايرز، الذي سمع أن باور قد نجا، كانت تستعد بالفعل للتسلل من خلال محو جميع المعلومات التي تدين نفسها على كمبيوتر وحدة مكافحة الإرهاب. تشعر زوجة باور، تيري، بالحيرة بشأن الأحداث المحيطة بمحاولة جاك لإنقاذ ابنتهما، وتبحث عن مايرز، الذي تثق به. تدرك تيري أن مايرز هو الخلد، ويربطها مايرز بالكرسي. يأتي جاك إلى وحدة مكافحة الإرهاب ويسمح للعملاء باحتجاز مايرز (بدلاً من قتلها). ثم اكتشف جثة زوجته في الكرسي مصابة بعيار ناري مميت في بطنها. ينتهي الموسم بجاك يحتضن زوجته الميتة بين ذراعيه، بينما يخبرها باستمرار أنه آسف.

## الشخصيات

فريق الممثلين الرئيسيين في الموسم الأول: (من اليسار إلى اليمين) إليشا كوثبرت، وليزلي هوب، وكيفر ساذرلاند، ودينيس هايسبيرت، وسارة كلارك

### ابطال الموسم
- كيفر ساذرلاند بدور جاك باور (24 حلقة)
- ليزلي هوب بدور تيري باور (24 حلقة)
- سارة كلارك بدور نينا مايرز (24 حلقة)
- إليشا كوثبرت بدور كيم باور (24 حلقة)
- دينيس هايسبيرت في دور السناتور ديفيد بالمر (24 حلقة)

### النجوم الضيوف الخاصين
- كارلوس برنارد في دور توني الميدا (23 حلقة)
- بيني جونسون جيرالد في دور شيري بالمر (22 حلقة)
- ريتشارد بورجي بدور كيفن كارول (11 حلقة)
- دينيس هوبر في دور فيكتور درايزين (5 حلقات)
- لو دياموند فيليبس في دور مارك دي سالفو (2 حلقة)

### ضيوف الموسم
- دانيال بيس بدور ريك آلين (18 حلقة)
- زيليكو افانيك بدور آندريه درايزين (15 حلقة)
- اكساندر بيركلي بدور جورج ماسون (12 حلقة)
- مايكل ماسي بدور ايرا غاينز (12 حلقة)
- Vicellous Shannon  [لغات أخرى]‏ بدور كيث بالمر (12 حلقة)
- جود سيكوليلا بدور Mike Novick (11 حلقة)
- Karina Arroyave بدور Jamey Farrell (10 حلقات)
- زاك جرينيير بدور Carl Webb  [لغات أخرى]‏ (9 حلقات)
- جلين مورشور بدور Aaron Pierce (9 حلقات)
- تانيا رايت بدور Patty Brooks (8 حلقات)
- إريك بلفور بدور Milo Pressman (8 حلقات)
- ميشا كولينز بدور Alexis Drazen (7 حلقة)
- Matthew Carey بدور Dan Mounts (6 حلقات)
- ميجالين اتشكوك بدور Nicole Palmer (6 حلقات)
- جاكي ماكسويل بدور Janet York (6 حلقات)
- سيلاس وير ميتشل بدور Eli Stram (6 حلقات)
- نافي روات بدور Melanie (6 حلقات)
- تمارا توين بدور 24 (الموسم 1) (6 حلقات)
- رودلف مارتن بدور Jonathon Matijevich/Martin Belkin (4 حلقات)
- Vincent Angell بدور Phil Parslow (4 حلقات)
- Henri Lubatti بدور Jovan Myovic (4 حلقات)
- Devika Parikh بدور Maureen Kingsley (4 حلقات)
- Kara Zediker بدور Elizabeth Nash (4 حلقات)
- إدواردو باليريني بدور Frank Allard (3 حلقات)
- ميا كيرشنر بدور ماندي (3 حلقات)
- Paul Schulze بدور Ryan Chappelle (3 حلقات)
- كوري جراهام بدور تيد كوفيل (2 حلقة)
- جون هوكس بدور Greg Penticoff (2 حلقة)
- كيم مورفي بدور Bridgit (2 حلقة)
- مايكل أونيل بدور Richard Walsh (2 حلقة)
- ويد وليامز بدور Robert Ellis (2 حلقة)
- بولي بيريت بدور Tanya (2 حلقة)

## الحلقات
| ر. الإجمالي | ر. في الموسم | العنوان                   | المخرج                | الكاتب                         | تاريخ العرض الأصلي | رمز الإنتاج | عدد المشاهدات US (بالمليون) |
| ----------- | ------------ | ------------------------- | --------------------- | ------------------------------ | ------------------ | ----------- | --------------------------- |
| 1           | 1            | «12:00 a.m. – 1:00 a.m.»  | Stephen Hopkins       | Robert Cochran ‏ & Joel Surnow  | 6 نوفمبر 2001      | 1AFF79      | 11.64                       |
| 2           | 2            | «1:00 a.m. – 2:00 a.m.»   | Stephen Hopkins       | Joel Surnow & Michael Loceff   | 13 نوفمبر 2001     | 1AFF01      | 8.77                        |
| 3           | 3            | «2:00 a.m. – 3:00 a.m.»   | Stephen Hopkins       | Joel Surnow & Michael Loceff   | 20 نوفمبر 2001     | 1AFF02      | 8.18                        |
| 4           | 4            | «3:00 a.m. – 4:00 a.m.»   | Winrich Kolbe         | Robert Cochran                 | 27 نوفمبر 2001     | 1AFF03      | 9.15                        |
| 5           | 5            | «4:00 a.m. – 5:00 a.m.»   | Winrich Kolbe         | Chip Johannessen               | 11 ديسمبر 2001     | 1AFF04      | 7.60                        |
| 6           | 6            | «5:00 a.m. – 6:00 a.m.»   | Bryan Spicer          | هوارد غوردون                   | 18 ديسمبر 2001     | 1AFF05      | 8.20                        |
| 7           | 7            | «6:00 a.m. – 7:00 a.m.»   | Bryan Spicer          | Andrea Newman                  | 8 يناير 2002       | 1AFF06      | 8.31                        |
| 8           | 8            | «7:00 a.m. – 8:00 a.m.»   | Stephen Hopkins       | Joel Surnow & Michael Loceff   | 15 يناير 2002      | 1AFF07      | 7.51                        |
| 9           | 9            | «8:00 a.m. – 9:00 a.m.»   | Stephen Hopkins       | فيرجيل وليامز                  | 22 يناير 2002      | 1AFF08      | 9.10                        |
| 10          | 10           | «9:00 a.m. – 10:00 a.m.»  | ديفيس غوغنهايم        | Lawrence Hertzog               | 5 فبراير 2002      | 1AFF09      | 9.25                        |
| 11          | 11           | «10:00 a.m. – 11:00 a.m.» | Davis Guggenheim      | Robert Cochran                 | 12 فبراير 2002     | 1AFF10      | 7.60                        |
| 12          | 12           | «11:00 a.m. – 12:00 p.m.» | Stephen Hopkins       | Howard Gordon                  | 19 فبراير 2002     | 1AFF11      | 7.98                        |
| 13          | 13           | «12:00 p.m. – 1:00 p.m.»  | Stephen Hopkins       | Andrea Newman                  | 26 فبراير 2002     | 1AFF12      | 8.93                        |
| 14          | 14           | «1:00 p.m. – 2:00 p.m.»   | Jon Cassar            | Joel Surnow & Michael Loceff   | 5 مارس 2002        | 1AFF13      | 8.18                        |
| 15          | 15           | «2:00 p.m. – 3:00 p.m.»   | Jon Cassar            | Michael S. Chernuchin          | 12 مارس 2002       | 1AFF14      | 8.86                        |
| 16          | 16           | «3:00 p.m. – 4:00 p.m.»   | Stephen Hopkins       | Robert Cochran & Howard Gordon | 19 مارس 2002       | 1AFF15      | 9.20                        |
| 17          | 17           | «4:00 p.m. – 5:00 p.m.»   | Stephen Hopkins       | Michael S. Chernuchin          | 26 مارس 2002       | 1AFF16      | 9.33                        |
| 18          | 18           | «5:00 p.m. – 6:00 p.m.»   | فريدريك كينغ كيلر     | Maurice Hurley                 | 2 أبريل 2002       | 1AFF17      | 8.72                        |
| 19          | 19           | «6:00 p.m. – 7:00 p.m.»   | Frederick King Keller | Joel Surnow & Michael Loceff   | 9 أبريل 2002       | 1AFF18      | 8.84                        |
| 20          | 20           | «7:00 p.m. – 8:00 p.m.»   | Stephen Hopkins       | Robert Cochran & Howard Gordon | 16 أبريل 2002      | 1AFF19      | 7.70                        |
| 21          | 21           | «8:00 p.m. – 9:00 p.m.»   | Stephen Hopkins       | Joel Surnow & Michael Loceff   | 23 أبريل 2002      | 1AFF20      | 8.49                        |
| 22          | 22           | «9:00 p.m. – 10:00 p.m.»  | Paul Shapiro ‏         | Joel Surnow & Michael Loceff   | 7 مايو 2002        | 1AFF21      | 7.56                        |
| 23          | 23           | «10:00 p.m. – 11:00 p.m.» | Paul Shapiro          | Robert Cochran & Howard Gordon | 14 مايو 2002       | 1AFF22      | 8.47                        |
| 24          | 24           | «11:00 p.m. – 12:00 a.m.» | Stephen Hopkins       | قالب:StoryTeleplay             | 21 مايو 2002       | 1AFF23      | 9.25                        |

## الإنتاج
قدم الموسم الأول الشاشات المنقسمة إلى 24، وهي ميزة استمرت في لعب دورها في جميع المواسم، خاصةً تلك الأولى منها. أراد المحررون في الأصل تداخل المربعات التي تعرض أحرفًا منفصلة، لكن ستيفن هوبكنز قرر عدم القيام بذلك. كان كتاب العمل متعمدين في السرية حول ما إذا كانت تيري باور ستقتل في الحلقة الأخيرة. للتشكيك في النتيجة، تم تصوير ثلاث نهايات، اثنتان منها أظهرت أن تيري نجتىمن الموت. خطط الكاتبان جويل سورنو وروبرت كوكران في الأصل لبقاء تيري على قيد الحياة، ولكن في منتصف الموسم، قرروا أن النهاية السعيدة لن تكون مرضية. بدلا من ذلك ذهبوا مع النهاية حيث ماتت تيري. وأوضح سورنو، "لقد جعل العرض أكثر واقعية. وهذا يمنح جمهورنا إحساسًا عندما سيشاهدون العرض في الموسم المقبل، بعدم قدرتهم على توقع أي شيء يتوقعونه في برنامج تلفزيوني عادي. "

### العرض الترويجي
تم بث المقطع الدعائي للموسم الأول في وقت ما بين أبريل ونوفمبر 2001. يعلن المقطع الدعائي أن ديفيد بالمر قد يصبح أول رئيس أمريكي أسود ويظهر جاك باور وهو يتعلم عن محاولة الاغتيال والفساد داخل وكالته. والجدير بالذكر أن المقطورة تظهر انفجار طائرة تجارية تم تحريرها من العرض ردًا على هجمات 11 سبتمبر. جميع المشاهد الأخرى المعروضة هي من الحلقة الأولى.

## الاستقبال
حصل الموسم الأول على إشادة عالمية، حيث حصل على تصنيف موقع ميتاكريتيك من 88/100 بناءً على 27 مراجعة. على موقع روتن توميتوز، حصل الموسم على نسبة موافقة 95٪ بمتوسط درجات 8.7 من 10 بناءً على 21 تقييمًا. يقرأ الإجماع النقدي للموقع، "المليء بالتوتر والمكائد السياسية، 24 يقدم بنجاح تنسيقه الفريد والمفهوم العالي وبطل مقنع يستحق المشاهدة في جاك باور من Kiefer Sutherland".
فاز Kiefer Sutherland بجائزة Golden Globe لأفضل ممثل - مسلسل درامي تلفزيوني وجائزة Satellite لأفضل ممثل - مسلسل درامي عن دوره في دور Jack Bauer لهذا الموسم. في عام 2009، انتهى الموسم ("11:00 مساءً - 12:00 صباحًا ") في قائمة ' مجلة التلفزيون تي في غايد لأفضل 100 حلقة على الإطلاق، في المرتبة العاشرة  في عام 2005، أدرجت قناة تي في لاند الحلقة نفسها كجزء من "أكثر 100 لحظة غير متوقعة في تاريخ التلفزيون"، محتلة المرتبة 32. تم التصويت على وفاة تيري باور في نهاية المباراة النهائية من قبل دليل التلفزيون باعتبارها ثاني أكثر وفاة مروعة في تاريخ التلفزيون.

### الترشيحات والجوائز
| الجائزة                                | التصنيف                                                         | المرشح (المرشحون) | النتيجة |
| -------------------------------------- | --------------------------------------------------------------- | --- | ------- |
| جائزة الإيمي برايم تايمs               | جائزة الإيمي برايم تايم لأفضل مسلسل درامي                       | Robert Cochran ‏، هوارد غوردون، براين جرازير، Stephen Hopkins، توني كرانتز، Joel Surnow، Cyrus Yavneh                                                                                | رُشِّح     |
| جائزة الإيمي برايم تايمs               | Outstanding Lead Actor in a Drama Series ‏                       | كيفر ساذرلاند | رُشِّح     |
| جائزة الإيمي برايم تايمs               | Outstanding Directing for a Drama Series ‏                       | ستيفن هوبكينز | رُشِّح     |
| جائزة الإيمي برايم تايمs               | Outstanding Writing for a Drama Series ‏                         | Robert Cochran, Joel Surnow | فوز     |
| جائزة الإيمي برايم تايمs               | Outstanding Single-Camera Picture Editing for a Series          | Chris Willingham | فوز     |
| جائزة الإيمي برايم تايمs               | Outstanding Single-Camera Picture Editing for a Series          | David Thompson | رُشِّح     |
| جائزة الإيمي برايم تايمs               | Outstanding Art Direction for a Single-Camera Series            | Carlos Barbosa, Tim Beach, Ellen Brill | رُشِّح     |
| جائزة الإيمي برايم تايمs               | Outstanding Casting for a Drama Series                          | Debi Manwiller | رُشِّح     |
| جائزة الإيمي برايم تايمs               | Outstanding Music Composition for a Series, Dramatic Underscore | شون كالري ‏ | رُشِّح     |
| جائزة الإيمي برايم تايمs               | Outstanding Single-Camera Sound Mixing for a Series             | William Gocke, Mike Olman, Ken Kobett | رُشِّح     |
| جوائز الغولدن غلوبs                    | Best Drama Series                                               | | رُشِّح     |
| جوائز الغولدن غلوبs                    | Best Actor in a Drama Series                                    | كيفر ساذرلاند | فوز     |
| جائزة نقابة ممثلي الشاشةs              | Outstanding Performance by a Male Actor in a Drama Series ‏      | كيفر ساذرلاند | رُشِّح     |
| جائزة نقابة ممثلي الشاشةs              | جائزة نقابة ممثلي الشاشة لأفضل أداء جماعي في مسلسل درامي        | اكساندر بيركلي، كارلوس بيرنارد، جود سيكوليلا، ساره كلارك، إليشا كثبيرت، ميشيل فوربس، لورا هاريس، دنيس هايسبيرت، ليزلي هوب، بيني جونسون جيرالد، فيليب ريس، كيفر ساذرلاند، ساره وينتر | رُشِّح     |
| جائزة ساتالايتs                        | Best Drama Series ‏                                              | | فوز     |
| جائزة ساتالايتs                        | Best Actor in a Drama Series ‏                                   | كيفر ساذرلاند | فوز     |
| جائزة نقابة المخرجين الأمريكيين        | Best Directing for a Drama Series ‏                              | ستيفن هوبكينز | رُشِّح     |
| Television Critics Association Awards ‏ | Best New Program of the Year ‏                                   | | فوز     |
| Television Critics Association Awards ‏ | Best Program of the Year ‏                                       | | فوز     |
| Television Critics Association Awards ‏ | Outstanding Achievement in Drama ‏                               | | رُشِّح     |
| Television Critics Association Awards ‏ | Individual Achievement in Drama ‏                                | كيفر ساذرلاند | رُشِّح     |

## إصدارات وسائل الإعلام الرئيسية
تم إصدار الموسم الأول على DVD في المنطقة1 في 17 سبتمبر 2002،  وفي المنطقة 2 في 14 أكتوبر 2002. تم إصدار إصدار خاص في المنطقة 1 في 20 مايو 2008. يتميز قرص DVD للموسم الأول بنهاية بديلة تنجو فيها تيري باور.

## الروابط الخارجية
- قائمة حلقات 24  على قاعدة بيانات الأفلام على الإنترنت